# Canal do Panamá
Canal do Panamá (em castelhano:  Canal de Panamá) é um canal artificial de navios com 77,1 quilômetros de extensão, localizado no Panamá e que liga o oceano Atlântico (através do mar do Caribe) ao oceano Pacífico. O canal atravessa o istmo do Panamá e é uma travessia chave para o comércio marítimo internacional. Há bloqueios e eclusas em cada extremidade da travessia para levantar os navios até o lago Gatún, um lago artificial criado para reduzir a quantidade de trabalho necessário para a escavação do canal e que está localizado 26 metros acima do nível do mar. Os bloqueios iniciais tinham 33,5 metros de largura. Uma terceira faixa de eclusas, mais larga, foi construída entre 2007 e 2016.
A França começou a construir o canal em 1880, mas teve que parar devido a problemas de engenharia e pela alta taxa de mortalidade de trabalhadores por doenças tropicais. Os Estados Unidos assumiram o projeto em 1904 e levaram uma década para concluir o canal, que foi inaugurado oficialmente em 15 de agosto de 1914. Um dos maiores e mais difíceis projetos de engenharia já realizados, o Canal do Panamá reduziu muito o tempo de viagem para se cruzar os oceanos Atlântico e Pacífico de navio, o que permitiu evitar a longa e perigosa rota do cabo Horn, no extremo sul da América do Sul, através da passagem de Drake ou do estreito de Magalhães. A passagem mais curta, mais rápida e mais segura para a Costa Oeste dos Estados Unidos e para os países banhados pelo Pacífico, permitiu que essas regiões se tornassem mais integradas à economia mundial. O tempo aproximado para cruzar o canal varia entre 20 e 30 horas.
À época da construção, a posse do território onde está o canal era dos colombianos, depois, dos franceses e dos estadunidenses. Os Estados Unidos continuaram a controlar a Zona do Canal do Panamá até a assinatura dos Tratados Torrijos-Carter, em 1977, que passaram o controle da passagem ao Panamá. Após um período de administração conjunta entre Estados Unidos e Panamá, o canal foi finalmente assumido pelo governo panamenho em 1999 e, agora, é gerenciado e operado pela Autoridade do Canal do Panamá, uma agência do governo do país.
O tráfego anual aumentou de cerca de 1 000 navios, quando o canal foi inaugurado em 1914, para 14 702 embarcações em 2008, sendo que a última medição registrou um total de 309,6 milhões de toneladas movimentadas. Até 2008, mais de 815 mil embarcações tinham passado pelo canal; os maiores navios que podem transitar do canal hoje são chamados de pós-panamax. A Sociedade Americana de Engenheiros Civis classificou o canal do Panamá como uma das sete maravilhas do mundo moderno.

## História

### Primeiros projetos

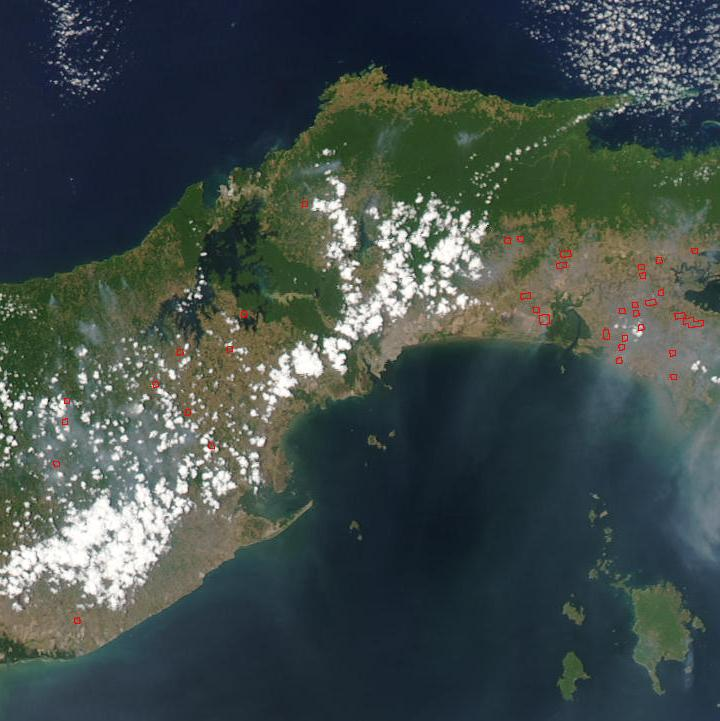
Imagem de satélite do istmo do Panamá

O registro mais antigo relacionado a um canal através do istmo do Panamá foi em 1534, quando Carlos V, Sacro Imperador Romano e Rei da Espanha, ordenou um levantamento de uma rota pelas Américas a fim de facilitar a viagem dos navios que viajavam entre a Espanha e o Peru. Os espanhóis buscavam obter uma vantagem militar sobre os portugueses.
Em 1668, o médico e filósofo inglês Sir Thomas Browne especulou em sua obra enciclopédica, Pseudodoxia Epidemica, que "alguns istmos foram comidos pelo mar e outros cortados pela pá: E se a política permitir, o do Panamá na América foram as mais dignas da tentativa: sendo apenas algumas milhas adiante, abriria um corte mais curto para as Índias Orientais e a China".
Em 1788, o estadunidense Thomas Jefferson, então embaixador na França, sugeriu que os espanhóis construíssem o canal, já que controlavam as colônias onde seria construído. Ele disse que esta seria uma rota menos traiçoeira para os navios do que contornar a ponta sul da América do Sul, e que as correntes oceânicas tropicais iriam naturalmente alargar o canal após a construção. Durante uma expedição de 1788 a 1793, Alessandro Malaspina traçou planos para a construção de um canal.
Dada a localização estratégica do Panamá e o potencial de seu estreito istmo separando dois grandes oceanos, foram tentados outros vínculos comerciais na área ao longo dos anos. O malfadado esquema de Darién foi lançado pelo Reino da Escócia em 1698 para estabelecer uma rota de comércio terrestre. As condições, geralmente inóspitas, impediram o esforço e ele foi abandonado em abril de 1700.
O Reino Unido tentou desenvolver um canal em 1843. De acordo com o New York Daily Tribune, 24 de agosto de 1843, o Banco Barings de Londres e a República de Nova Granada firmaram um contrato para a construção de um canal através do istmo de Darien (istmo do Panamá) Eles se referiram a ele como "Canal do Atlântico e Pacífico" e era um empreendimento totalmente britânico. Com previsão de conclusão em cinco anos, o plano nunca foi executado. Quase ao mesmo tempo, outras ideias foram lançadas, incluindo um canal (e/ou uma ferrovia) através do istmo de Tehuantepec, no México, mas esse projeto também não foi desenvolvido.

Traçado da Ferrovia do Panamá, inaugurada em 1855

Em 1846, o Tratado Mallarino-Bidlack, negociado entre os Estados Unidos e Nova Granada, concedeu aos Estados Unidos direitos de trânsito e de intervenção militar no istmo. Em 1848, a descoberta de ouro na Califórnia, na costa oeste dos Estados Unidos, gerou um interesse renovado pela travessia de um canal entre os oceanos Atlântico e Pacífico. William H. Aspinwall, que havia ganhado o subsídio federal para construir e operar os navios a vapor do correio do Pacífico mais ou menos na mesma época, se beneficiou da descoberta de ouro. A rota de Aspinwall incluía trechos de navio a vapor da cidade de Nova York ao Panamá e do Panamá à Califórnia, com um transporte terrestre através do Panamá. Esta rota com um trecho terrestre no Panamá logo foi frequentemente percorrida, pois fornecia uma das conexões mais rápidas entre São Francisco, Califórnia, e as cidades da Costa Leste, com cerca de 40 dias de trânsito no total. Quase todo o ouro enviado para fora da Califórnia foi pela rápida rota do Panamá. Vários navios a vapor novos e maiores logo estavam fazendo essa nova rota, incluindo linhas de navios a vapor particulares de propriedade do empresário americano Cornelius Vanderbilt que faziam uso de uma rota terrestre através da Nicarágua.
Em 1850, os Estados Unidos começaram a construção da Ferrovia do Panamá para cruzar o istmo; foi inaugurada em 1855. Essa ligação terrestre tornou-se uma peça vital da infraestrutura do hemisfério ocidental, facilitando muito o comércio. A rota do canal posterior foi construída paralelamente a ela, pois ajudou a limpar as florestas densas.

### Tentativa francesa

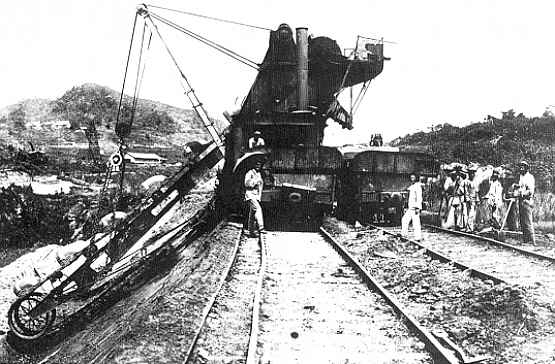
Escavadora em Bas Obispo, 1886

Em 1878, o francês Ferdinand de Lesseps, construtor do canal de Suez, conseguiu a permissão do governo da Colômbia, a quem a região pertencia à época, autorizando a sua companhia a iniciar as obras de abertura do canal.
O projeto de Lesseps constituía-se na abertura de um canal ao nível do mar. Entretanto, na prática, os seus engenheiros nunca conseguiram uma solução prática para o problema do curso do rio Chagres, que atravessava em diversos pontos o traçado projetado para o canal. Além disso, a abertura deste ao nível do mar, implicava na completa drenagem daquele rio, um desafio para a engenharia da época.
As obras iniciaram-se em 1880, com base na experiência de Suez. Entretanto, as diferenças de tipo de terreno, relevo e clima constituíram-se em desafios consideráveis. Chuvas torrenciais, enchentes, desmoronamentos e altíssimas taxas de mortalidade de trabalhadores devido a doenças tropicais, nomeadamente a malária e a febre amarela, causaram demoras imprevistas no projeto original. Em 1885, o plano inicial de um canal ao nível do mar foi alterado, passando a incluir uma comporta. Mas, após quatro anos de investimentos e trabalho, a companhia veio a falir.

### Aquisição e construção pelos Estados Unidos

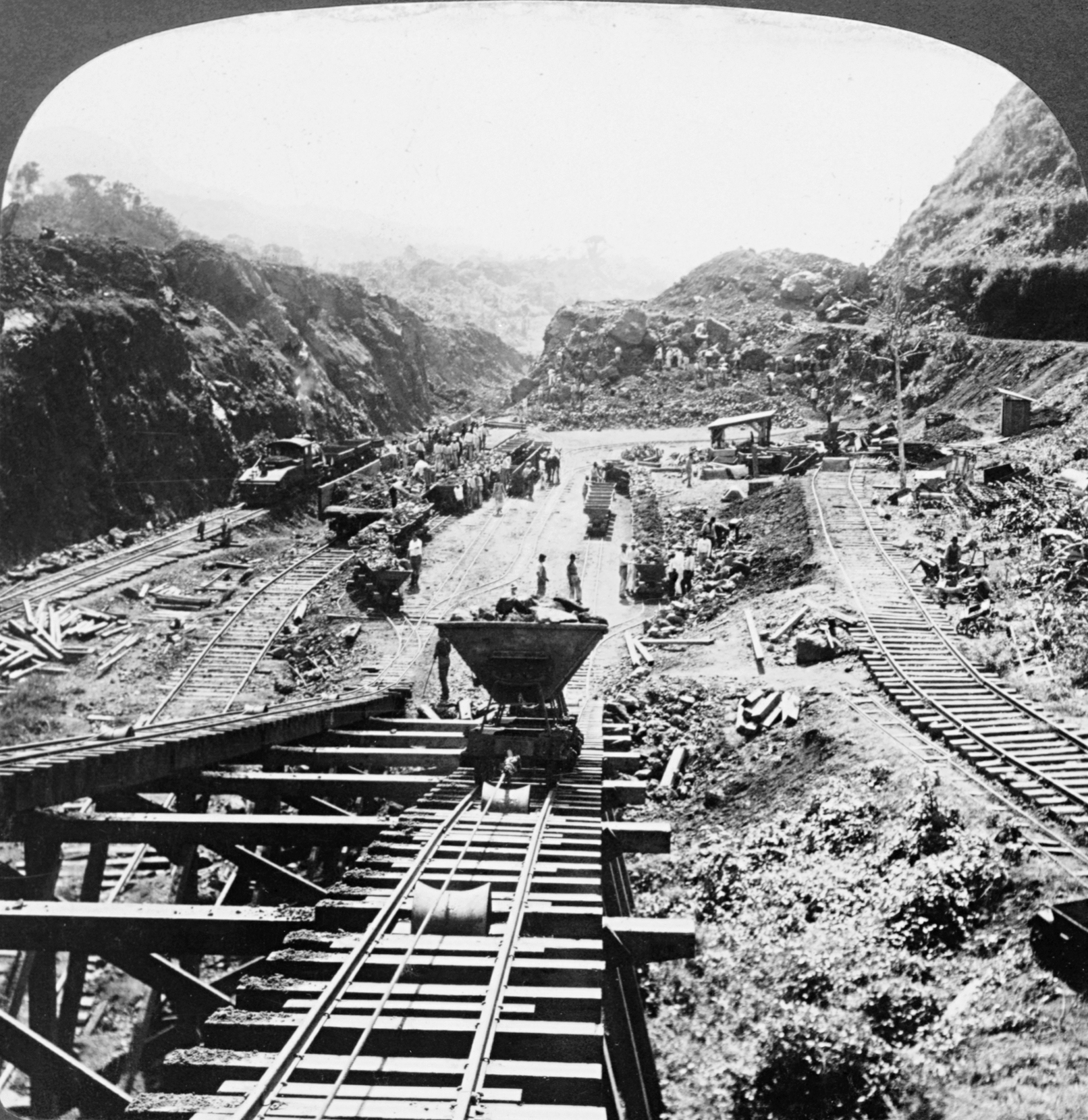
Trabalhos de construção na falha de Gaillard, 1907

O presidente americano Theodore Roosevelt estava convencido de que os Estados Unidos podiam terminar o projeto, e reconheceu que o controle estado-unidense da passagem do Atlântico ao Pacífico seria de uma importância militar e econômica considerável. O Panamá fazia então parte da Colômbia, de modo que Roosevelt começou as negociações com os colombianos para obter a permissão necessária. No início de 1903, o Tratado Hay-Herran foi assinado pelos dois países, mas o senado colombiano não o ratificou. No que foi então, e ainda hoje é, um movimento polêmico, Roosevelt deu a entender aos rebeldes panamenhos que, se eles se revoltassem contra a Colômbia, a marinha estadunidense apoiaria a causa de independência panamenha. O Panamá acabou por proclamar sua independência em 3 de novembro de 1903, e a canhoneira USS Nashville, em águas panamenhas, impediu toda e qualquer interferência colombiana.
Quando as lutas começaram, Roosevelt ordenou à marinha estadunidense estacionar navios de guerra perto da costa panamenha para "exercícios de treinamento". Muitos argumentam que o medo de uma guerra contra os Estados Unidos obrigou os colombianos a evitar uma oposição séria ao movimento de independência. Os panamenhos vitoriosos devolveram o favor a Roosevelt permitindo aos Estados Unidos o controle da Zona do canal do Panamá em 23 de fevereiro de 1904 por US$ 10 milhões (como previsto no Tratado Hay-Bunau-Varilla, assinado em 18 de novembro de 1903) e de uma renda anual de 250 mil dólares a partir de 1913. Em 1977 os termos do tratado foram revistos, e o Panamá passou a controlar o canal a partir de 31 de dezembro de 1999.

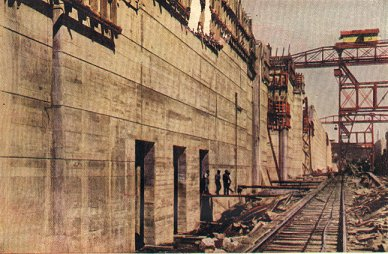
Construção das eclusas de Pedro Miguel, no início da década de 1910, mostrando as paredes centrais (vistas ao norte)

O primeiro engenheiro-chefe do projeto foi John Findlay Wallace. Prejudicado pelas doenças e pela escassa organização, sem condições de trabalho, acabou por se demitir após um ano. O segundo engenheiro-chefe, John Frank Stevens, optou pela construção de um canal com eclusas, propondo-se a controlar o curso do rio Chagres por meio de um aterro de grandes dimensões, formando uma barragem em Gatún. O lago artificial assim formado não apenas forneceria a água e a energia elétrica necessários à operação das eclusas, como também constituiria uma via líquida, que cobriria um terço da distância no istmo. Stevens conseguiu construir a maior parte da infraestrutura necessária para as obras, incluindo a construção de casas para os trabalhadores, a reconstrução da ferrovia do Panamá destinada ao transporte de carga pesada e o projeto de um método eficiente de remoção de entulho decorrente do desmonte de rochas pela ferrovia. Viria a demitir-se, por sua vez, em 1907.
Nesta etapa, o grande sucesso dos EUA foi a erradicação do mosquito transmissor da febre amarela, que havia vitimado cerca de vinte mil trabalhadores franceses. Com base nos trabalhos do médico cubano Carlos Juan Finlay, Walter Reed havia descoberto em Cuba, durante a Guerra Hispano-Americana, que a doença era transmitida por mosquitos. Desse modo, as novas medidas sanitárias introduzidas pelo Dr. William C. Gorgas eliminaram a febre amarela em 1905 e melhoraram as condições de higiene e trabalho. O terceiro e último engenheiro-chefe foi o coronel George Washington Goethals. Sob a sua direcção, os trabalhos de engenharia foram divididos entre a construção de represas, de eclusas e de lagos em ambos os lados, e o grande trabalho de escavação através da falha continental em Culebra (Passo de Culebra, hoje conhecido como Falha de Gaillard).

#### Inauguração

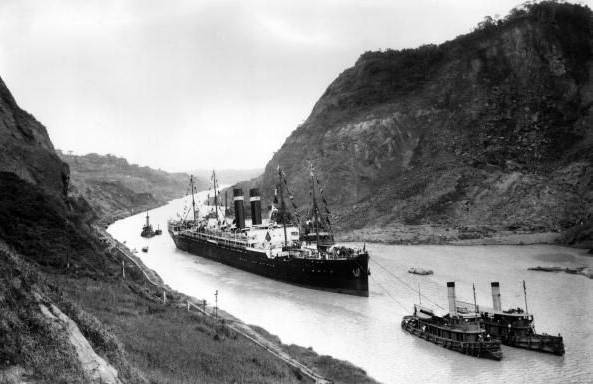
O navio de passageiros SS Kroonland atravessando o canal em 1915

Após dez anos de trabalho e da escavação de um volume de material quase quatro vezes maior do que o inicialmente projetado, o canal foi finalmente concluído a 10 de outubro de 1913, com a presença do presidente estadunidense Woodrow Wilson, que naquela data apertou o botão para a explosão do dique de Gamboa. Diversos trabalhadores das Índias Ocidentais trabalharam no canal, e a sua mortalidade oficial elevou-se a 5 609 mortos.
Os Estados Unidos usaram o canal durante a Segunda Guerra Mundial para revitalizar sua frota militar devastada no Pacífico, após o ataque a Pearl Harbour em 7 de dezembro de 1941. Alguns dos maiores navios que os Estados Unidos tiveram que enviar pelo canal foram porta-aviões, em particular o USS Essex. Estes eram tão largos que, apesar de as eclusas poderem contê-los, os postes de luz que ladeiam o canal tiveram que ser removidos para que pudessem passar. Atualmente, os maiores navios que podem atravessar o canal são conhecidos como pós-panamax.

### Devolução ao Panamá

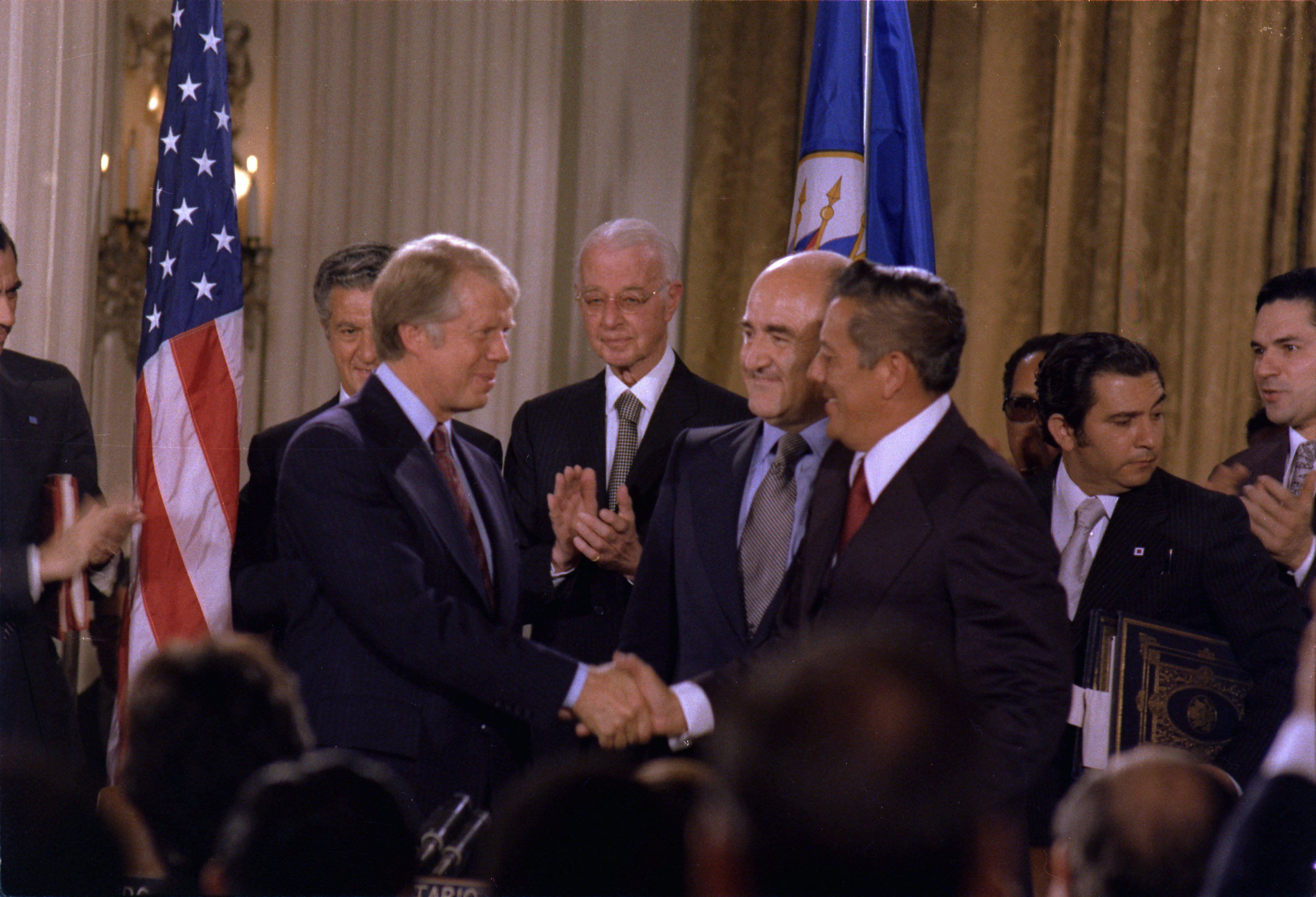
Jimmy Carter e Omar Torrijos apertam as mãos momentos depois da assinatura dos Tratados Torrijos-Carter

O canal e a Zona do Canal em torno foram administrados pelos Estados Unidos até 1999, quando o controle foi passado ao Panamá, como previsto pelos Tratados Torrijos-Carter, assinados em 7 de setembro de 1977, nos quais o presidente dos Estados Unidos Jimmy Carter cede aos pedidos de controle dos panamenhos. Os tratados previam uma passagem gradual do controle aos panamenhos, que se terminou pelo controle total do canal pelo Panamá em 31 de dezembro de 1999.
O Panamá tem, desde então, melhorado o canal, quebrando recordes de tráfego, financeiros e de segurança ano após ano. O canal do Panamá foi declarado uma das sete maravilhas do Mundo Moderno pela Sociedade estado-unidense de engenheiros civis.

### Ampliação

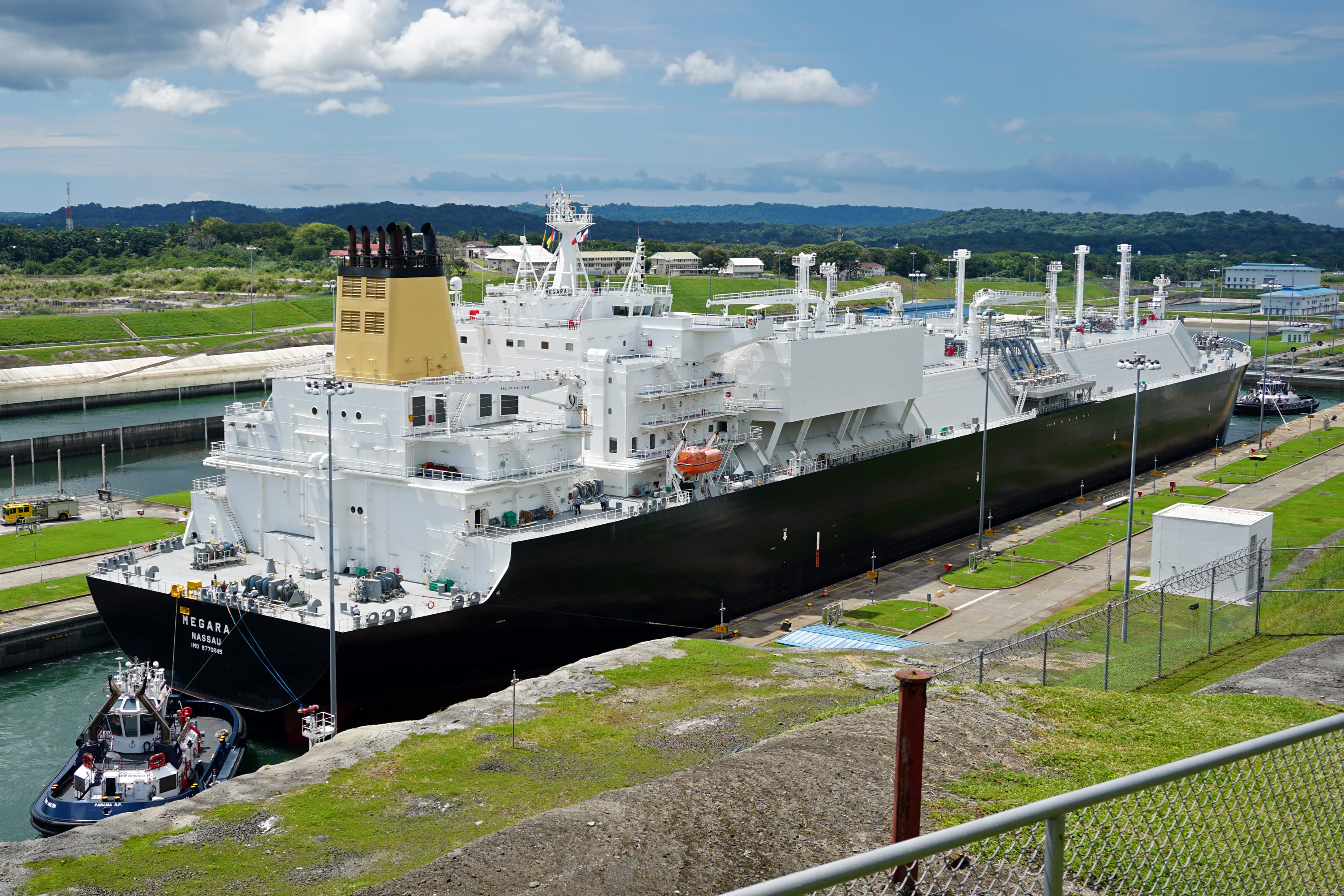
Um neopanamax cruzando as novas eclusas de Agua Clara.

Em 3 de setembro de 2007 iniciaram-se as obras para a construção de uma nova hidrovia, que permite a passagem de navios muito maiores, chamados pós-panamax. O projeto custou 4 700 milhões de euros, embora o orçamento inicial ser de 3 118 milhões de euros. Teve um atraso de mais de um ano na conclusão das obras e houve ainda um conflito que chegou a levar à paralisação da obra, em 2014.
O plano de expansão consistiu em criar um novo conjunto de comportas paralelo às existentes, que é operado simultaneamente junto às anteriores comportas. Cada conjunto ascende do nível do mar até o lago Gatún em apenas uma passagem, em oposição à situação anterior, onde havia uma passagem em duas etapas, Miraflores/Pedro Miguel.
As dimensões das novas comportas são da ordem de 427 metros de comprimento, 55 de largura e 18,3 de profundidade; a correspondente capacidade para navios será 366 metros de comprimento, 49 de largura e 15 de profundidade. Tais dimensões equivalem a um navio de containers de 12 000 TEUs (twenty-foot equivalent - containers de 6,1 metros de comprimento).
Cada conjunto de comportas é acompanhado por bacias de reutilização de água, de dimensões 430 m de comprimento, 70 de largura e 5,5 de profundidade. Tal arranjo permite coletar gravitacionalmente a água utilizada no tráfego pelas comportas, num reaproveitamento de 60%. As novas comportas entraram em funcionamento em 26 de junho de 2016.

## Características
O canal do Panamá possui dois grupos de eclusas no lado do Pacífico (Pedro Miguel e Miraflores) e um outro grupo no lado do Atlântico (Gatún). Neste último, as bufas maciças de aço das eclusas triplas de Gatún têm 140 metros de altura e pesam 745 toneladas cada uma, mas são tão bem contrabalançadas que um motor de 56kW é suficiente para abri-las e reabri-las.
O lago Gatún, que fica a 26 metros acima do nível do mar, é alimentado pelo rio Chagres, onde foi construída uma barragem para a formação do lago. Do lago Gatún, o canal passa pela falha de Gaillard e desce em direção ao Pacífico, primeiramente através de um conjunto de eclusas em Pedro Miguel, no lago Miraflores, a 15,5 metros acima do nível do mar, e depois, através de um conjunto duplo de eclusas em Miraflores. Todas as eclusas do canal são duplas, de modo que os barcos possam passar nas duas direções. Os navios são dirigidos ao interior das eclusas por pequenos aparelhos ferroviários.
O lado do Pacífico é 25 centímetros mais alto do que o lado do Atlântico, e tem marés muito mais altas. Ao todo, o canal tem uma extensão de 82 km, tendo uma grande importância no fluxo marítimo internacional, que hoje corresponde a 4% do comércio mundial: por ano passam pelo canal cerca de 15 mil navios. As principais trajetórias saem do litoral leste norte-americano com destino, principalmente, à costa oeste da América do Sul; há também fluxo da origem europeia para a costa oeste dos EUA e do Canadá.
Diversas ilhas situam-se no lago Gatún, incluindo a ilha Barro Colorado, um santuário mundial de vida selvagem.

### Eclusas
O tamanho das eclusas determina o tamanho máximo do navio que pode passar. Devido à importância do canal para o comércio internacional, muitos navios são construídos com o tamanho máximo permitido. Estes são conhecidos como navios panamax, que normalmente tem uma tonelagem de porte bruto (DWT) de 65 000-80 000 toneladas, mas sua carga real é restrita a cerca de 52 500 toneladas devido às restrições de calado de 12,6 m dentro do canal. O navio mais longo a transitar pelo canal foi o San Juan Prospector (agora Marcona Prospector), um cargueiro de óleo a granel de 296,57 m de comprimento com uma boca de 32,31 m.

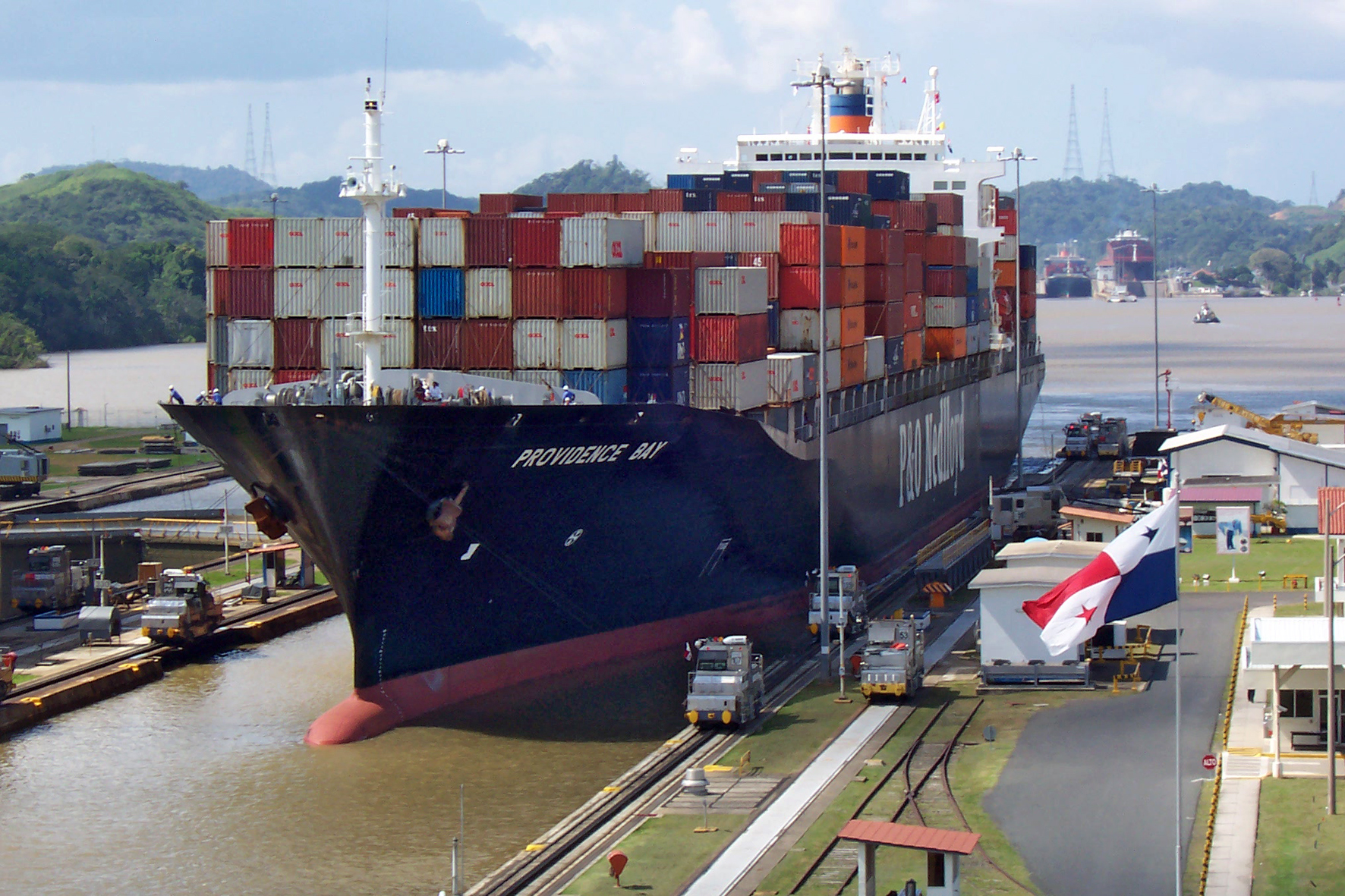
Um panamax na eclusa de Miraflores

Inicialmente, as eclusas em Gatún foram projetadas para ter 28,5 m de largura. Em 1908, a Marinha dos Estados Unidos solicitou um aumento de largura de pelo menos 36 m para permitir a passagem de seus navios. Um acordo foi feito e as eclusas foram construídas com 33,53 m de largura. Cada eclusa tem 320 m de comprimento, com as paredes variando em espessura de 15 m na base a 3 m no topo. A parede central entre as eclusas paralelas em Gatún tem 18 m (de espessura e mais de 24 m de altura. Os portões da fechadura de aço medem em média 2 m de espessura, 19,5 m de largura e 20 m de altura.
Os capitães que trafegavam pelo Canal do Panamá estavam inicialmente despreparados para lidar com a saliência significativa da cabine de comando dos porta-aviões. O USS Saratoga derrubou todos os postes de concreto adjacentes ao passar pelas eclusas de Gatún pela primeira vez em 1928. É o tamanho das eclusas, especificamente das eclusas de Pedro Miguel, juntamente com a altura da Ponte das Américas em Balboa, que determinam a métrica panamax e limitam o tamanho dos navios que podem usar o canal.
As dimensões das novas comportas são da ordem de 427 metros de comprimento, 55 de largura e 18,3 de profundidade; a correspondente capacidade para navios será 366 metros de comprimento, 49 de largura e 15 de profundidade. Tais dimensões equivalem a um navio de containers de 12 000 TEUs (twenty-foot equivalent - containers de 6,1 metros de comprimento).

### Pedágios

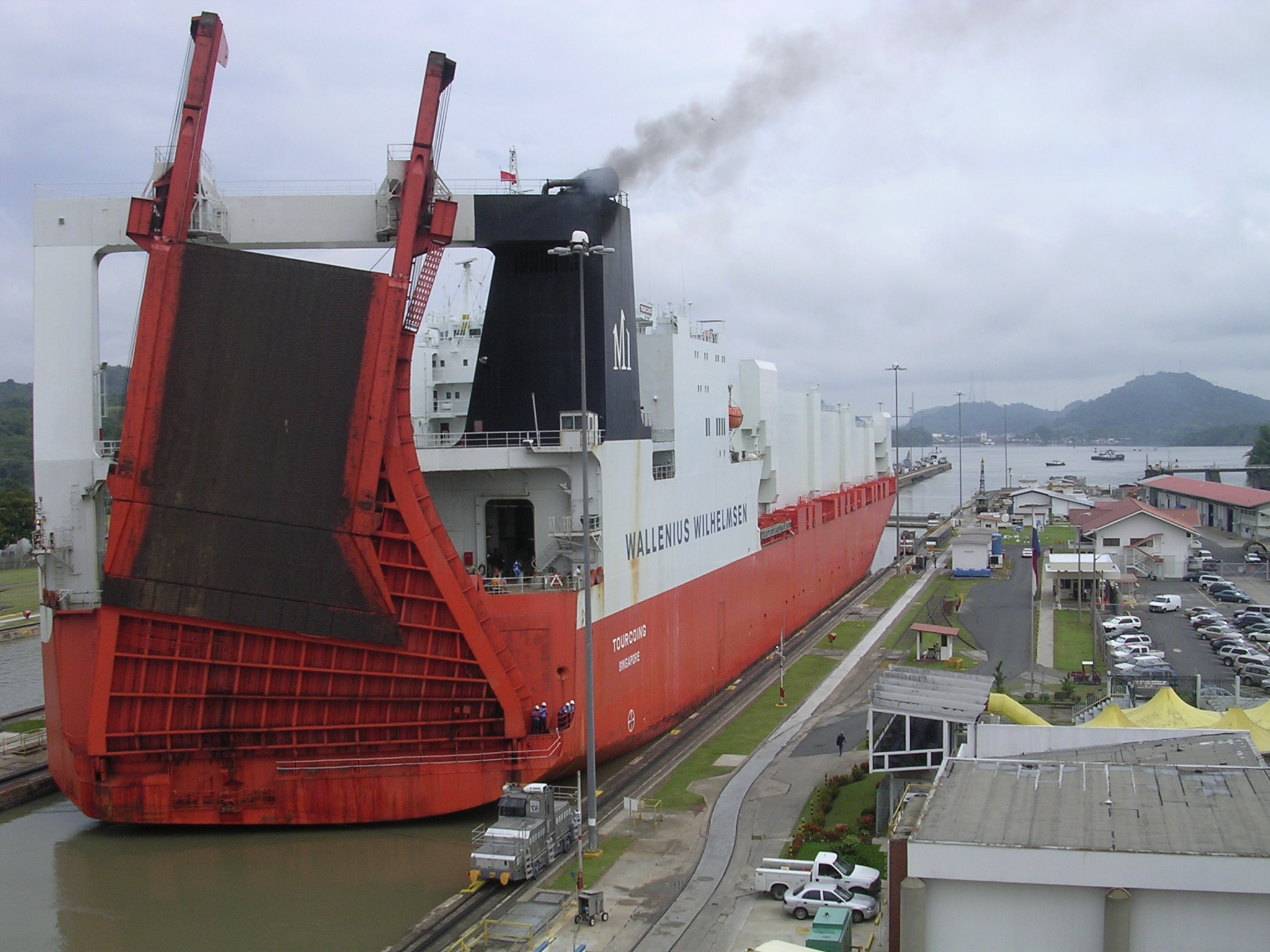
Os supercargueiros ro-ro, como este retratado nas eclusas de Miraflores, estão entre os maiores navios a passar pelo canal

Como acontece com uma estrada com pedágio, os navios que transitam pelo canal também devem pagar para poder passar. Os pedágios para o canal são estabelecidos pela Autoridade do Canal do Panamá e são baseados no tipo de navio, seu tamanho e o tipo de carga que carrega.
Para navios porta-contêineres, o pedágio é calculado com base na capacidade do navio expressa em unidades equivalentes a vinte pés (TEUs), sendo um TEU do tamanho de um contêiner intermodal padrão. A partir de 1º de abril de 2016, esse pedágio passou de 74 dólares por contêiner carregado para 60 dólares por TEU de capacidade mais 30 dólares por contêiner carregado. Um navio porta-contêineres Panamax pode transportar até 4 400 TEUs. O pedágio é calculado de forma diferente para navios de passageiros e para navios porta-contêineres sem carga ("em lastro").
As embarcações de passageiros com mais de 30 000 toneladas (PC/UMS) pagam uma tarifa baseada no número de berços, ou seja, o número de passageiros que podem ser acomodados em leitos permanentes. A tarifa por berço desde 1º de abril de 2016 é de 111 dólares para câmaras desocupadas e 138 de dólares para câmaras ocupadas nas eclusas panamax. Iniciada em 2007, essa taxa aumentou muito os pedágios desses navios.
A partir de 1º de abril de 2016, um sistema de pedágio mais complicado também foi introduzido, tendo o neopanamax bloqueia a uma taxa mais alta em alguns casos, o transporte de gás natural como uma nova categoria separada e outras mudanças. Desde 1º de outubro de 2017, existem pedágios modificados e categorias de pedágios em vigor.

### Competição

Traçados propostos do Canal da Nicarágua

O canal enfrenta uma concorrência crescente de outras áreas. Como os pedágios do canal aumentaram conforme os navios se tornavam maiores, alguns críticos sugeriram que o Canal de Suez é agora uma alternativa viável para cargas na rota da Ásia para a Costa Leste dos Estados Unidos.
Em 15 de junho de 2013, a Nicarágua concedeu ao HKND Group, com sede emHong Kong, uma concessão de 50 anos para desenvolver um canal através do país.
O aumento da taxa de derretimento do gelo no Oceano Ártico por conta do aquecimento global levou à especulação de que a Passagem do Noroeste ou a Ponte do Ártico podem se tornar viáveis para o transporte comercial. Essa rota economizaria 9 300 km na rota da Ásia para a Europa em comparação com o Canal do Panamá, possivelmente levando a um desvio de parte do tráfego para essa rota. No entanto, tal rota é cercada por questões territoriais não resolvidas e ainda teria problemas significativos devido ao gelo.